# Landschaftsschutzgebiet Wiese am Hangstein

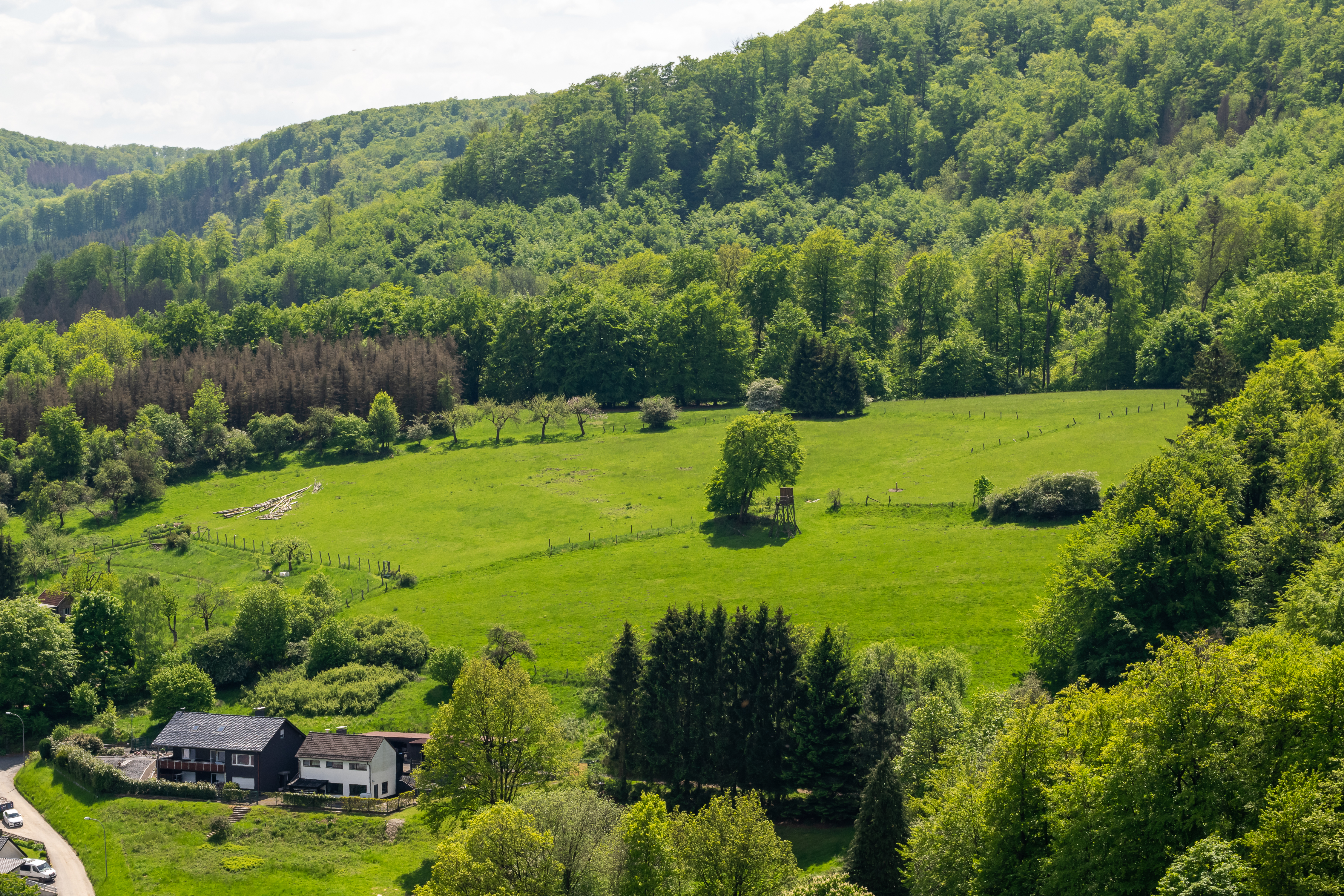
Landschaftsschutzgebiet Wiese am Hangstein

Das Landschaftsschutzgebiet Wiese am Hangstein mit etwa 5,6 ha Flächengröße liegt westlich von Berlebeck im Stadtgebiet von Detmold. Es wurde 2006 mit dem Landschaftsplan Detmold durch den Kreistag des Kreises Lippe als Landschaftsschutzgebiet (LSG) ausgewiesen.

## Beschreibung
Das LSG umfasst extensiv genutzte magere Wiesen. Das Landschaftsschutzgebiet liegt südlich des Hangsteins. Das Naturschutzgebiet Östlicher Teutoburger Wald grenzt größtenteils direkt an.
Zum Wert des Schutzgebietes führt der Landschaftsplan aus: „Die Wiesen südlich des Ostertales weisen eine lokale Bedeutung auf und wurden teilweise als Pferdewiese genutzt. Die Magerwiesen sind wertvoll für Schmetterlinge. Sie sind als Biotope gemäß § 62 LG geschützt.“
Zum Zustand des Schutzgebietes bei Ausweisung führt der Landschaftsplan aus: „Insgesamt wird der Wiesencharakter der Fläche durch die Beweidung und zu intensive Grünlandbewirtschaftung beeinträchtigt.“

## Schutzzwecke für das LSG
Laut Landschaftsplan erfolgte die Ausweisung des LSG
- „zur Erhaltung und Wiederherstellung der Leistungsfähigkeit des Naturhaushaltes in ökologisch besonders wertvoll strukturierten Bereichen mit Wasser-, Klima- und Biotopschutzfunktionen,“
- „zur Erhaltung und Wiederherstellung von Quellbereichen und naturnahen Fließgewässern, Wald- und Grünlandbereichen unterschiedlicher Feuchtestufen, Feldgehölzen, Hecken und Obstwiesen,“
- „zur Erhaltung morphologisch ausgeprägter Bereiche zur Sicherung der landschaftlichen Eigenart und Vielfalt für die Erholung,“
- „zur Erhaltung wertvoller Biotopkomplexe aus Wald-Grünlandbereichen, Fließgewässern und Quellen sowie Biotopen nach § 62 LG mit wichtigen Refugial-, Puffer-, Trittstein- und Vernetzungsfunktionen,“
- „zur Erhaltung und Wiederherstellung wichtiger Rückzugsräume für die bedrohte Tier- und Pflanzenwelt,“
- „zur Sicherung der das Orts- und Landschaftsbild gliedernden und belebenden und die dörflichen Siedlungsstrukturen prägenden Freiraumelemente.“[1]

## Rechtliche Vorschriften
Im Landschaftsschutzgebiet ist unter anderem das Errichten von Bauten und Fischteichen verboten. Grün- und Brachland darf nicht in eine andere Nutzungsart umgewandelt oder umgebrochen werden.